# Vice-Reino de Nápoles

O antigo reino de Nápoles superposto às atuais províncias da Itália.

O Vice-Reino de Nápoles foi um vice-reino do Império Espanhol, que correspondia aos territórios do antigo Reino de Nápoles, que englobava todo o sul da Itália e a ilha da Sicília. O vice-reino espanhol na zona perdurou entre 1505 e 1707, quando foi incorporado por um vice-reino austríaco, membro do Sacro Império Romano-Germânico, pois depois da Guerra da Sucessão Espanhola, o território foi ocupado por tropas leais à Casa de Habsburgo.

## Origem
O reino de Nápoles, constituído como entidade independente após a sua cisão do reino da Sicília durante as vésperas sicilianas de 1282, perdeu a sua independência em 1501 durante a guerra de Nápoles, quando Federico I foi destronado pelas tropas da França e Aragão e o seu reino dividido entre ambos segundo o estabelecido no tratado de Granada de 1500.
Em 1504, pelo tratado de Lyon, a França cedeu a totalidade do reino a Aragão, que posteriormente o integraria ao Império Espanhol. Em 1707, durante a Guerra da Sucessão Espanhola, passou às mãos da Áustria, parte do Sacro Império Romano Germânico, e em 1734 Nápoles recobrou novamente a sua independência durante a Guerra de Sucessão Polaca.
A que segue é uma lista dos vice-reis que governaram o território do antigo reino de Nápoles durante o período em que este foi vice-reino dos anteriormente citados países.

## Vice-reino francês
Segundo os termos acordados no tratado de Granada de 1500, o reino de Nápoles foi dividido entre Luís XII da França, que ficou com as províncias napolitanas de Labor e Abruzzo a norte, com o título de rei de Nápoles, e Fernando o Católico, que foi designado duque das províncias de Apúlia e Calábria, a sul.
| Vice-rei                                                        | Período     | Notas                                                     | Notas             |
| Reino dividido entre Luís XII da França e Fernando II de Aragão |             |                                                           |                   |
| Luís de Armagnac, duque de Nemours                              | 1501 - 1503 | Morto durante o seu mandato na batalha de Cerignola.      | Guerra de Nápoles |
| Ludovico II de Saluzzo, marquês de Saluzzo                      | 1503        | General das tropas francesas em substituição do anterior. | Guerra de Nápoles |

## Vice-reino espanhol
Em 1504 França, derrotada pelas tropas aragonesas de Gonzalo Fernández de Córdoba na guerra de Nápoles, cedeu a totalidade do reino a Aragão mediante o tratado de Lyon de 1504. Começou assim o período de dominação espanhola, no qual a maioria deles, especialmente a partir do reinado de Filipe II, foram designados dentre a nobreza castelhana, assim como os remanescentes vice-reis e governadores dos estados italianos sob soberania espanhola, com laços familiares entre eles.

## Lista de Vice-Reis de Nápoles
| Vice-Rei                                                             | Período     |  |
| Gonzalo Fernández de Córdoba, duque de Sessa e Terranova             | 1505 - 1507 |  |
| João II de Ribagorza, conde de Ribagorza                             | 1507 - 1509 |  |
| Raimundo Folc de Cardona, conde de Albento                           | 1509 - 1522 |  |
| Carlos de Lannoy                                                     | 1522 - 1527 |  |
| Hugo de Moncada                                                      | 1527 - 1528 |  |
| Filiberto de Chalons, príncipe de Orange                             | 1528 - 1530 |  |
| Pompeo Colonna, cardeal                                              | 1530 - 1532 |  |
| Pedro Álvarez de Toledo, marquês de Villafranca del Bierzo           | 1532 - 1553 |  |
| Pedro Pacheco Ladrón de Guevara, cardeal                             | 1553 - 1555 |  |
| Bernardino de Mendoza                                                | 1555        |  |
| Fernando Álvarez de Toledo y Pimentel, III duque de Alba             | 1555 - 1556 |  |
| Fadrique Álvarez de Toledo, IV duque de Alba                         | 1556 - 1558 |  |
| Juan Manrique de Lara                                                | 1558        |  |
| Bartolomé de la Cueva, cardeal                                       | 1558        |  |
| Pedro Afán Enríquez de Ribera, duque de Alcalá                       | 1559 - 1571 |  |
| Antonio Perrenot de Granvela, cardenal                               | 1571 - 1575 |  |
| Íñigo López de Hurtado de Mendoza, marqués de Mondéjar               | 1575 - 1579 |  |
| Juan de Zúñiga y Requesens                                           | 1579 - 1582 |  |
| Pedro Téllez-Girón, I duque de Osuna                                 | 1582 - 1586 |  |
| Juan de Zúñiga y Avellaneda, conde de Miranda del Castañar           | 1586 - 1595 |  |
| Enrique de Guzmán, conde de Olivares                                 | 1595 - 1599 |  |
| Fernando Ruiz de Castro y Andrade, VI conde de Lemos                 | 1599 - 1601 |  |
| Francisco Ruiz de Castro                                             | 1601 - 1603 |  |
| Juan Alonso Pimentel de Herrera, conde de Benavente                  | 1603 - 1610 |  |
| Pedro Fernández de Castro y Andrade, VII conde de Lemos              | 1610 - 1616 |  |
| Pedro Téllez-Girón, 3.º duque de Osuna                               | 1616 - 1620 |  |
| Gaspar de Borja y Velasco, cardeal                                   | 1620        |  |
| Antonio Zapata, cardeal                                              | 1620 - 1622 |  |
| Antonio Álvarez de Toledo y Beaumont, V duque de Alba                | 1622 - 1629 |  |
| Fernando Afán de Ribera y Enríquez, duque de Alcalá                  | 1629 - 1631 |  |
| Manuel de Acevedo y Zúñiga, conde de Monterrey                       | 1631 - 1636 |  |
| Ramiro Núñez de Guzmán, duque de Medina de las Torres                | 1636 - 1644 |  |
| Juan Alfonso Enríquez de Cabrera                                     | 1644 - 1646 |  |
| Rodrigo Ponce de León, duque de Arcos                                | 1646 - 1648 |  |
| João José de Áustria                                                 | 1648        |  |
| Íñigo Vélez de Guevara, conde de Oñate                               | 1648 - 1653 |  |
| García de Haro-Sotomayor y Guzmán, conde de Castrillo                | 1653 - 1658 |  |
| Gaspar de Bracamonte Guzmán, conde de Peñaranda                      | 1658 - 1664 |  |
| Pascual de Aragón, cardeal                                           | 1664 - 1666 |  |
| Pedro Antonio de Aragón                                              | 1666 - 1671 |  |
| Fadrique Álvarez de Toledo, marquês de Villafranca                   | 1671        |  |
| Antonio Álvarez Osorio, marquês de Astorga                           | 1672 - 1675 |  |
| Fernando Joaquín Fajardo de Requesens y Toledo, marquês de los Vélez | 1675 - 1683 |  |
| Gaspar de Haro y Guzmán, VII marquês do Carpio                       | 1683 - 1687 |  |
| Francisco de Benavides, marquês de Santisteban                       | 1687 - 1696 |  |
| Luis Francisco de la Cerda, 9.º Duque de Medinaceli                  | 1696 - 1702 |  |
| Juan Manuel Fernández Pacheco, duque de Escalona                     | 1702 - 1707 |  |

## Fim do Vice-Reino
Em 1734, após a batalha de Bitonto ocorrida durante a Guerra de Sucessão Polaca, o vice-reino foi conquistado militarmente para o duque de Parma Carlos (futuro Carlos III da Espanha), que se veria reconhecido oficialmente como rei de Nápoles pela França em virtude do primeiro pacto de família, pelos Estados Pontifícios em 1737 e pelo Sacro Império Romano Germânico no tratado de Viena de 1738. Carlos recebeu também o reino da Sicília, unindo ambos e inaugurando a dinastia bourbônica de Nápoles.